# 正富宏之
正富 宏之（まさとみ ひろゆき、1932年 - ）は、日本の生態学者。学位は、理学博士。専修大学北海道短期大学名誉教授。

## 来歴
1932年北海道浦河郡浦河町生まれ。北海道札幌南高等学校卒。1955年北海道大学理学部生物学科卒業。1961年北海道大学大学院理学研究科博士課程修了。同年、理学博士（北海道大学））。1964年釧路市立郷土博物館（現釧路市立博物館）館長。1968年より専修大学美唄農工短期大学の創立に伴い同短期大学農業経営科教授に就任。1989年専修大学北海道短期大学学長に就任。1992年同学長を退任。引き続き専修大学北海道短期大学造園林学科教授。2003年専修大学北海道短期大学を定年退職。同名誉教授。
1968年から本格的にタンチョウの研究に取り組み、その後もタンチョウの保全活動に尽力している。それ以外にも高山の鳥や沼の水鳥の調査、野幌でのシマアオジの行動研究なども行っている。
タンチョウ保護調査連合などツルに関するいくつかのＮＧＯ代表や阿寒国際ツルセンター名誉館長のほか、北海道自然環境保全審議会委員、北海道文化財保護審議会会長など各種審議会委員も務めた。

## 受賞歴
- 日本鳥学会研究賞（1978年）
- 山階芳麿賞（1997年）：（選考理由） 我が国の動物行動学の発展に貢献。長年タンチョウの生態研究と保護に尽力。
- 北海道文化賞（2003年）

## エピソード
1990年釧路湿原に隣接する高速道路計画路線にタンチョウの営巣地が分布することを指摘し、計画の再考の意見書を提出するなど、保護活動を実践。日本におけるタンチョウ研究の第一人者。

## 著書

### 単著
- 『北海道の自然 6』 北海道新聞社 1977.12
- 『タンチョウヅルのおやこ』 岩淵慶造 画 小学館 1984.2
- 『タンチョウ』 木村しゅうじ 絵 いちい書房 1987.1
- 『タンチョウ そのすべて』（北海道新聞社、2000年） 2000.11
- 『タンチョウ―いとこちたき さまなれど』北海道新聞社 2010.10

### 共著
- 『全集日本動物誌 11』 末広恭雄,石井恵子 共著 講談社 1983.3
- 『サロベツの四季―原野の生きものたち』富士元寿彦 共著 北海道新聞社、1987.
- 『折居彪二郎採集日誌 : 鳥獣採集家 : 鳥学・哺乳類学を支えた男』 折居彪二郎 共著 折居彪二郎研究会 2013.11

### 共著（分担執筆）
- 『鳥類生態学入門―観察と研究のしかた』 山岸哲編 築地書館、1997.

### 監修
- 『青い星のツルたち : 世界のツル・日本のツル』 野生生物情報センター（札幌） 1990.3